# 加治木義博
加治木 義博（かじき よしひろ、1923年 - 2016年以前）は、日本の著述家。鹿児島県出身。歴史言語学者と自称し、文化人類学の分野でも独自の研究を続けた。「言語復原史学会」という団体を主宰していた（学会と名乗っていたが、これは日本学術会議協力学術研究団体ではない）。ほか、同盟通信社記者、大阪府文化財保護審議委員会委員などもつとめた。
言語の変化とその伝わり方から、その背景にある歴史を浮かび上がらせる手法をもちいており、古代日本の言語の変化を調査して、その時代変化から古代における国家の変遷を考察した書籍を数多く書いた。ただし、その内実は、エラムと永良部、アテナイと嘉手納を結び付けるなど、日本語と外国の似た地名や人名を結びつけるものが多く、歴史を題材に採った語呂合わせ大会と評する者もいる。
また言語の専門家としての立場からノストラダムス『予言集』を解釈したと主張した『真説ノストラダムスの大予言』（KKロングセラーズ、1990年）はベストセラーとなり、1991年のベストセラー「新書・ノンフィクション」部門第2位、総合部門第19位にランクインした（東販調べ）。この本は以降シリーズ化されたが、やはり d'Auxerre（ドセール / オセールの）を「ダウ競り」と読むなどの手法がダジャレ的であると評する者がいる。なお、加治木自身は、その手法について、『予言集』の第一序文に「聴覚に注意しろ」とあることに従ったもので、自身の勝手な解釈法ではないと釈明しているが、実際の原文にそのような句はなく、ピエール・ブランダムールの現代フランス語による釈義にも出ていない。 また、彼の解釈や語学力、その他の認識の問題点は、志水一夫が詳細に指摘している。
正確な没年は不詳だが、KKロングセラーズの公式サイトにおける2016年発行の書籍『【真説】日本誕生I 卑弥呼は金髪で青い目の女王だった!』の解説において、既に故人であると記載されている。

## 著書
- 『新せんい読本 - 合成繊維・化学繊維』三一書房、1958年。
- 『落・奈落』1967年。
  - 本人の主張では、ラグナロクに触発されたというこの小説は1987年にSF専門誌から高く評価されたというが、『SFマガジン』『本の雑誌』などの書評を調査した志水によれば、珍本としての評価は見られるが、作品価値を高く評価された形跡は見当たらないという[6]。
- 『異説・日本古代国家』田畑書店、1973年。
- 『邪馬臺国の言葉 - 言語復原史学入門』コスモ出版社、1976年。
- 『鹿児島方言小辞典』南日本新聞開発センター、1977年。
- 『焼酎入門』保育社〈カラーブックス 590〉、1982年。
- 『日本人のルーツ - その探求の一方法』（カラーブックス 600、保育社、1983年）
- 『垂仁天皇の邪馬壹国 - 「魏志倭人伝」詳解1』（言語復原史学会、1984年）
- 『邪馬臺国の風雲 - 「魏志倭人伝」詳解2』（言語復原史学会、1985年）
- 『邪馬壹国大移動 - 「魏志倭人伝」詳解4』（言語復元史学会、1985年）
- 『真説ノストラダムスの大予言』シリーズ（KKロングセラーズ）
  - 『真説ノストラダムスの大予言 - 「1999年人類滅亡」は絶対にない!!』（1990年12月）
  - 『真説ノストラダムスの大予言2 - 詩篇に隠された未来予知の秘法』（1991年6月）
  - 『真説ノストラダムスの大予言 - 人類最終戦争・第三次欧州大戦1991-1995』（1991年6月）
  - 『真説ノストラダムスの大予言 日本篇 - 詩篇が告げる世紀末日本の運命』（1991年12月）
  - 『真説ノストラダムスの大予言 あなたの未来予知篇 - 全訳「予言集」による運命予知法』（1992年12月）
  - 『真説ノストラダムスの大予言 - 激動の日本・激変する世界』（1993年12月）
  - 『真説ノストラダムスの大予言 - 黄金の世紀』（1998年12月）
  - 『真説ノストラダムスの大予言 - 新たなる時代への序曲』（2002年2月）
- 『真説日本誕生』シリーズ（KKロングセラーズ）
  - 『真説日本誕生 - 黄金の女王・卑弥呼』（1992年4月）
  - 『真説日本誕生 - 卑弥呼を攻めた神武天皇』（1992年8月）
  - 『真説日本誕生 - 誰が巨大古墳を造ったのか』（1992年11月）
  - 『真説日本誕生 - 建国前夜の巨大連邦発見』（1993年8月）
  - 『真説日本誕生 - 虚構の大化改新と日本政権誕生』（1994年2月）
  - 『真説日本誕生 - 謎の天孫降臨と大和朝廷の秘密』（1995年2月）
- 『真説黙示録の大予言 - 大崩壊の時代に突入した世界』（KKロングセラーズ、1994年）
- 『次の大地震衝撃の「完全予知」法』（KKロングセラーズ、1995年）
- 『日本国誕生の秘密はすべて「おとぎ話」にあった』（徳間書店、1996年）
- 『驚異の「バイオ植物」療法』（KKロングセラーズ、1996年）
- 『老いない脳の秘密』（KKロングセラーズ、2004年）
- 『真説日本史 - 篤姫を生んだ鹿児島こそスメル八千年帝国の理想郷だった』（KKロングセラーズ、2009年）
- 『【真説】日本誕生I 卑弥呼は金髪で青い目の女王だった!』（KKロングセラーズ、2016年）
- 『【真説】日本誕生II 神武天皇が攻めた「卑弥呼の邪馬台国」は鹿児島にあった!』（KKロングセラーズ、2016年）